# Beaudouin Bobutaka Bokina
Beaudouin Bobutaka Bokina (alias Bobo)  était un joueur de football congolais, mort le 12 juin 1984 à Kinshasa en plein match,.

## Biographie
Passé par le Sporting Bisengo de Matete et Bana Nkoy, Bobo sera connu du grand public congolais au V Club de Kinshasa, où il détient alors le record de buts inscrits en compétitions interclubs de coupe d'Afrique. Ce record sera battu en 2019 par Jean-Marc Makusu.